# 충청북도 (일제강점기)

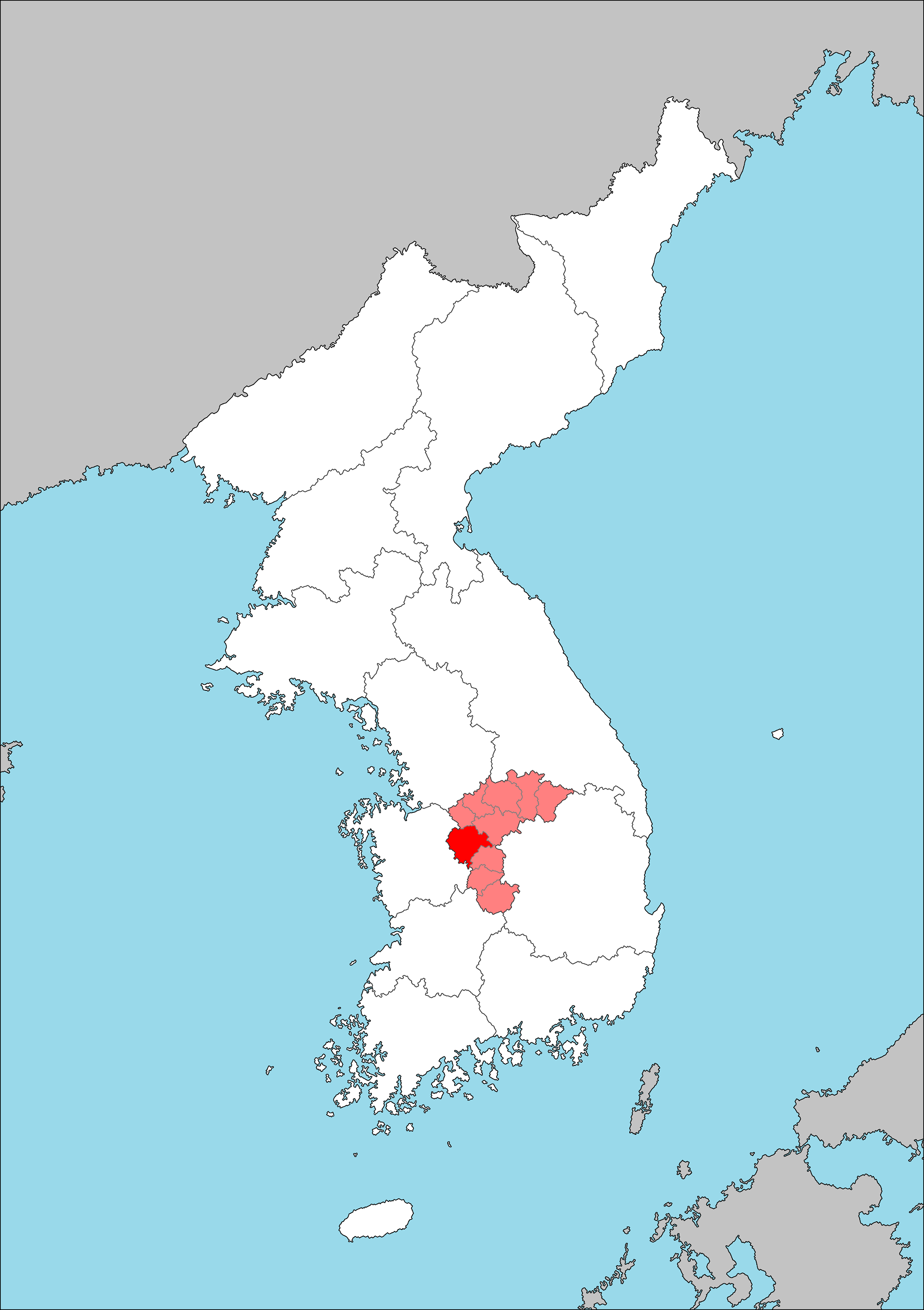
1945년의 충청북도.

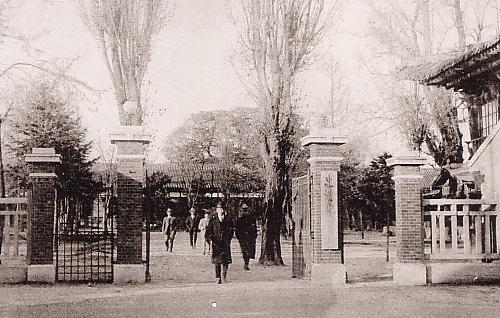
일제강점기 시대의 충청북도청 청사

충청북도(忠淸北道, 일본어: 忠清北道, ちゅうせいほくどう 주세이호쿠도[*])는 일제강점기였던 1910년부터 1945년까지 존재했던 행정 구역 가운데 하나로 도청 소재지는 청주군이며 면적은 7,418.38km2(1940년 당시 기준), 인구는 980,488명(1944년 당시 기준), 인구 밀도는 132.2명/km2이다. 현재의 대한민국의 충청북도의 전체 지역, 세종특별자치시의 일부 지역에 걸쳐 있었으며 걸쳐 있었으며 10개 군을 관할했다.

## 인구
| 연도   | 인구      | 인구 그래프 | 비고 |
| ------ | --------- | ----------- | ---- |
| 1925년 | 847,476명 |             |      |
| 1930년 | 900,226명 |             |      |
| 1935년 | 959,490명 |             |      |
| 1940년 | 944,870명 |             |      |
| 1944년 | 980,488명 |             |      |

1944년(쇼와 19년)에 실시된 인구 조사에서는 다음과 같은 인구가 분포했다.
- 전체 인구: 980,488명
  - 일본인: 8,642명
  - 조선인: 971,460명
  - 그 외의 민족: 386명

## 행정 구역
행정 구역은 1945년(쇼와 20년) 당시를 기준으로 한다.

### 군
- 청주군 (淸州郡, 세이슈군)
  - 청주읍(淸州邑), 사주면(四州面), 낭성면(琅城面), 미원면(米院面), 가덕면(加德面), 남일면(南一面), 남이면(南二面), 문의면(文義面), 현도면(賢都面), 부용면(芙蓉面), 강서면(江西面), 강내면(江內面), 강외면(江外面), 옥산면(玉山面), 오창면(梧倉面), 북이면(北二面), 북일면(北一面)
- 보은군 (報恩郡, 호온군)
  - 보은면(報恩面), 속리면(俗離面), 마로면(馬老面), 탄부면(炭釜面), 삼승면(三升面), 수한면(水汗面), 회남면(懷南面), 회북면(懷北面), 내북면(內北面), 산외면(山外面)
- 옥천군 (沃川郡, 요쿠센군)
  - 옥천면(沃川面), 동이면(東二面), 안남면(安南面), 안내면(安內面), 청성면(靑城面), 청산면(靑山面), 이원면(伊院面), 군서면(郡西面), 군동면(郡東面)
- 영동군 (永同郡, 에이도군)
  - 영동읍(永同邑), 용산면(龍山面), 황간면(黃澗面), 황금면(黃金面), 매곡면(梅谷面), 상촌면(上村面), 양강면(楊江面), 용화면(龍化面), 학산면(鶴山面), 양산면(陽山面), 심천면(深川面)
- 진천군 (鎭川郡, 진센군)
  - 진천면(鎭川面), 덕산면(德山面), 초평면(草坪面), 문백면(文白面), 백곡면(栢谷面), 이월면(梨月面), 만승면(萬升面)
- 괴산군 (槐山郡, 가이산군)
  - 괴산면(槐山面), 감물면(甘勿面), 장연면(長延面), 상모면(上芼面), 연풍면(延豊面), 칠성면(七星面), 문광면(文光面), 청천면(靑川面), 청안면(淸安面), 증평면(曾坪面), 도안면(道安面), 사리면(沙梨面), 소수면(沼壽面), 불정면(佛頂面)
- 음성군 (陰城郡, 인조군)
  - 음성면(陰城面), 소이면(蘇伊面), 원남면(遠南面), 맹동면(孟洞面), 대소면(大所面), 삼성면(三成面), 금왕면(金旺面), 생극면(笙極面), 감곡면(甘谷面)
- 충주군 (忠州郡, 주슈군)
  - 충주읍(忠州邑), 사미면(沙味面), 이류면(利柳面), 주덕면(周德面), 신니면(薪尼面), 노은면(老隱面), 앙성면(仰城面), 가금면(可金面), 금가면(金加面), 동량면(東良面), 산척면(山尺面), 엄정면(嚴政面), 소태면(蘇台面)
- 제천군 (堤川郡, 데이센군)
  - 제천읍(堤川邑), 금성면(錦城面), 청풍면(淸風面), 수산면(水山面), 덕산면(德山面), 한수면(寒水面), 백운면(白雲面), 봉양면(鳳陽面), 송학면(松鶴面)
- 단양군 (丹陽郡, 단요군)
  - 단양면(丹陽面), 대강면(大崗面), 가곡면(佳谷面), 영춘면(永春面), 어상천면(魚上川面), 매포면(梅浦面), 적성면(赤城面)

## 역대 도지사
| 호적   | 이름            | 한자 표기   | 취임             | 퇴임             | 비고                              |
| ------ | --------------- | ----------- | ---------------- | ---------------- | --------------------------------- |
| 내지인 | 스즈키 다카시   | 鈴木 隆     | 1910년 10월 1일  | 1916년 3월 28일  | 충청북도 장관                     |
| 조선인 | 유혁로          | 柳赫魯      | 1916년 3월 28일  | 1917년 6월 13일  | 충청북도 장관                     |
| 조선인 | 장헌식          | 張憲植      | 1917년 6월 13일  | 1921년 2월 12일  | 장관, 1919년 8월부터 충청북도지사 |
| 내지인 | 요네다 진타로   | 米田 甚太郎 | 1921년 2월 12일  | 1923년 2월 24일  |                                   |
| 조선인 | 박중양          | 朴重陽      | 1923년 2월 24일  | 1925년 3월 31일  |                                   |
| 조선인 | 김윤정          | 金潤晶      | 1925년 3월 31일  | 1926년 8월 14일  |                                   |
| 조선인 | 한규복          | 韓圭復      | 1926년 8월 14일  | 1929년 11월 28일 |                                   |
| 조선인 | 홍승균          | 洪承均      | 1929년 11월 28일 | 1931년 9월 23일  |                                   |
| 조선인 | 남궁영          | 南宮營      | 1931년 9월 23일  | 1935년 4월 1일   |                                   |
| 조선인 | 김동훈          | 金東勳      | 1935년 4월 1일   | 1939년 4월 26일  |                                   |
| 조선인 | 유만겸          | 兪萬兼      | 1939년 4월 26일  | 1940년 9월 2일   |                                   |
| 조선인 | 이토 야스아키라 | 伊藤 泰彬   | 1940년 9월 2일   | 1942년 10월 23일 | 윤태빈(尹泰彬)에서 개명           |
| 조선인 | 히라마쓰 쇼콘   | 平松 昌根   | 1942년 10월 23일 | 1944년 8월 17일  | 이창근(李昌根)에서 개명           |
| 조선인 | 마스나가 히로시 | 増永 弘     | 1944년 8월 17일  | 1945년 6월 16일  | 박재홍(朴在弘)에서 개명           |
| 조선인 | 정교원          | 鄭僑源      | 1945년 6월 16일  | 1945년 8월 15일  | 광복                              |

## 같이 보기
- 충청북도
- 한국의 행정 구역